# Vava'u

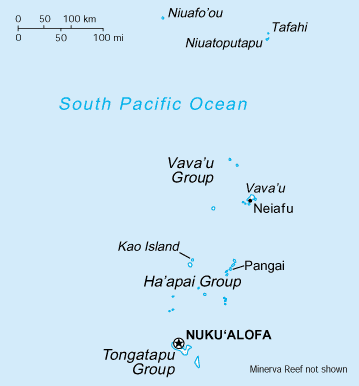
Lägeskarta, Vava'u i mitten

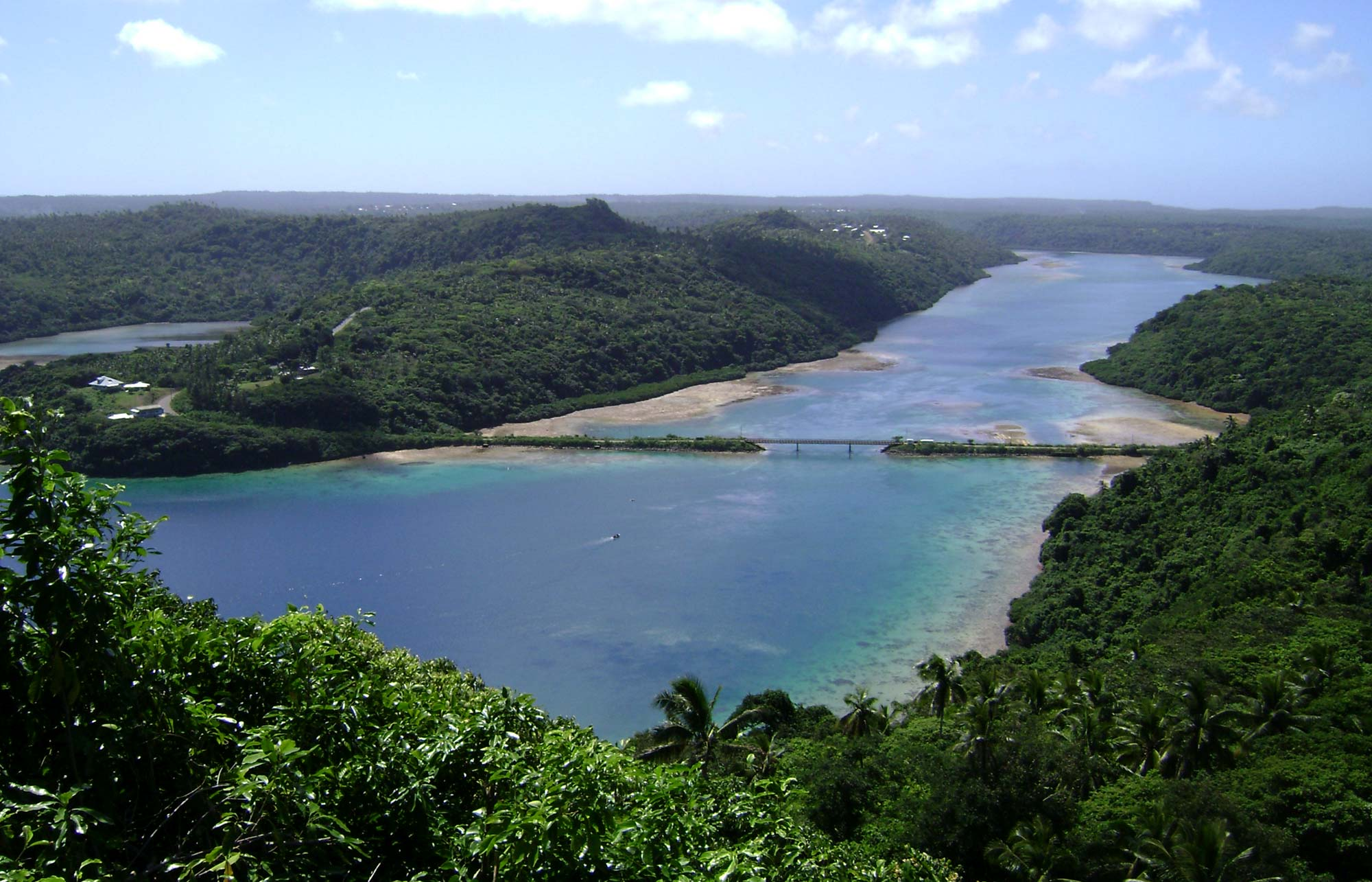
Vava'u

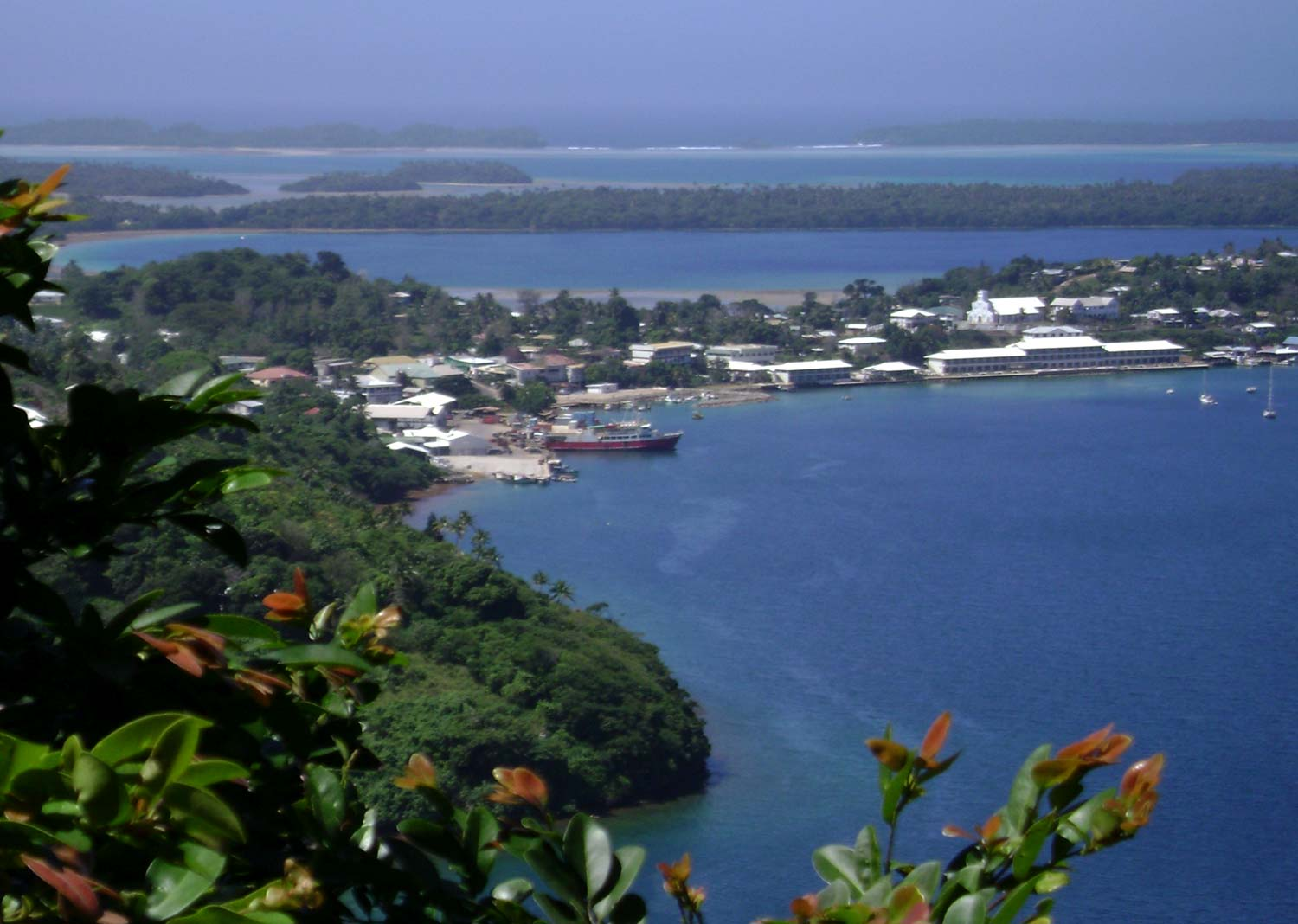
Neiafu vid Port of Refuge-viken

Vava'u (tonganska: Vavaʻu lahi eller Uta Vavaʻu) är en ö i Tonga i södra Stilla havet. Vava'u är också huvudön i Vava'uöarna (Ongo Vava'u).

## Geografi

### Vava'u
Vava'uön ligger cirka 240 kilometer norr om Tongatapu.
Ön är en korallö och har en sammanlagd areal om cirka 89,74 km² och den är Tongas näst största ö.
Den högsta höjden är Mount Talau på cirka 131 m ö.h. och ligger strax norr om huvudorten. Det finns branta kustklippor Hunga Cliffs på den västra delen och även en liten insjö Ko Ano på sydvästligaste delen. Kusten är även rik på klippgrottor som till exempel Mariner's Cave och Swallows Cave. Under sommaren mellan juli och oktober kan man beskåda knölvalar i vattnen omkring ön.
Befolkningen uppgår till cirka 15 500 invånare (1) där cirka 6 000 bor i huvudorten Neiafu på öns mellersta del vid viken Puatalefusi (även kallad Lolo-ʻa-Halaevalu och Port of Refuge). Förvaltningsmässigt utgör ön en del i distriktet Vava'u division (2) och är ytterligare indelad i flera kommuner.
Öns flygplats Lupepau'u (oftast Vava'u International Airport, flygplatskod "VAV") ligger på Vava'u s nordligaste del vid byn Holonga och har kapacitet för internationellt flyg.

### Vava'uöarna
Vava'uöarna omfattar ett 60-tal större öar och har en sammanlagd areal om cirka 121 km². Det är Tongas mellersta ögrupp där cirka hälften är bebodda och övriga största öar är:
- Hunga, cirka 4,69 km², cirka 5 km nordväst om huvudön

- Kapa, cirka 5,96 km², cirka 2 km söder om huvudön

- Koloa, cirka 2,25 km², cirka 500 m öster om huvudön

- Nuapapu, cirka 2,67 km², cirka 2 km sydväst om huvudön

- Pangaimotu, cirka 8,86 km², cirka 100 m söder om huvudön

- samt de mindre och obebodda öarna

| * Aʻa       | * Afo         | * Alinonga     | * ʻEuaiki      | * ʻEuakafa     | * Fafine   | * Faioa       | * Fangasito     | * Fānautapu   |
| * Fatumanga | * Fofoa       | * Foiata       | * Foilifuka    | * Fonuafoʻou   | * Fonualei | * Fonuaʻunga  | * Fonuaʻoneʻone | * Fuaʻamotu   |
| * Hakaufasi | * Kalau       | * Katofanga    | * Kenutu       | * Kiato        | * Kitu     | * Kolotahi    | * Koloʻuta      | * Kulo        |
| * Langitoʻo | * Lape        | * Lautala      | * Lekeleka     | * Lolo         | * Lotuma   | * Luafatu     | * Luahiapo      | * Luakapa     |
| * Lualoli   | * Luamoko     | * Luatafito    | * Luaʻafuleheu | * Luaʻatofuaʻa | * Luaʻofa  | * Luaʻui      | * Mafana        | * Mala        |
| * Maninita  | * Matuʻanua   | * Motulekaleka | * Moʻunu       | * Muʻomuʻa     | * Ngau     | * Nuku        | * Nukutahanga   | * Ofu         |
| * Okoa      | * ʻOloʻua     | * ʻOto         | * Ovaka        | * Ovalau       | * Pousini  | * Sisia       | * Tahifehifa    | * Tangatasito |
| * Tapana    | * Taula       | * Taunga       | * Taʻuta       | * Tuʻanukulau  | * Tokū     | * Totokafonua | * Totokamaka    | * Tueʻia      |
| * Tulie     | * Tuʻungasika | * Vakaʻeitu    | * ʻUmuna       | * ʻUtungake    |            |               |                 |               |

- Förvaltningsmässigt ingår även den obebodda  'Late cirka 55 km sydväst om Vava'u i ögruppen.

## Historia
Tongaöarna beboddes av polynesier sedan 2000-talet f.kr. under Lapitakulturen och Vava'u har alltid varit del i det tonganska imperiet. En rad fornlämningar som till exempel begravningsplatsen Sia Ko Kafoa vittnar om denna tid.
Den spanske upptäcktsresanden Francisco Antonio Maurelle blev den 5 maj 1781 de första européerna att besöka Vava'u (3). Franske Jean-François de La Pérouse besökte ön 1787 under sin ödesdigra expedition. 1793 anlände spansk-italienske Alejandro Malaspina till ön under dennes expedition.
1839 fastställdes "Vava'u Code" på Vava'u av kung George Tupou I. "Vava'u Code" var den första samling skrivna lagar i Tongas historia och skulle senare ligga till grund för Tongas första konstitution.